# Pa Thơm
Pa Thơm là một xã thuộc huyện Điện Biên, tỉnh Điện Biên, Việt Nam.

## Địa lý
Xã Pa Thơm nằm ở phía nam huyện Điện Biên, nằm cách trung tâm huyện 15 km, có vị trí địa lý:
- Phía đông giáp xã Noong Luống và xã Thanh Yên
- Phía tây giáp Lào
- Phía nam giáp xã Na Ư và Lào
- Phía bắc giáp xã Thanh Chăn.

Xã Pa Thơm có diện tích 89,09 km², dân số năm 2022 là 1.262 người,  mật độ dân số đạt 14 người/km².

## Hành chính
Xã Pa Thơm được chia thành 6 thôn, bản.

## Lịch sử
Ngày 23 tháng 6 năm 1963, thành lập xã Pa Thơm trên cơ sở 4 bản: Pa Xa Xá, Pa Xa Lào, Pha Pun, Pác Thơm của xã Thanh Yên.
Ngày 6 tháng 9 năm 2012, UBND tỉnh Điện Biên ban hành Quyết định số 819/QĐ-UBND về việc thành lập bản Si Văn trên cơ sở một phần của bản Púng Bon.
Ngày 10 tháng 7 năm 2019, HĐND tỉnh Điện Biên ban hành Nghị quyết số 116/NQ-HĐND về việc sáp nhập bản Si Văn vào bản Púng Bon.